# Orthoconchoecia secernenda
Orthoconchoecia secernenda är en kräftdjursart som först beskrevs av Vavra 1906.  Orthoconchoecia secernenda ingår i släktet Orthoconchoecia och familjen Halocyprididae. Inga underarter finns listade i Catalogue of Life.